# Direction de l'enseignement français en Allemagne
La Direction de l’enseignement français en Allemagne (DEFA) était chargée entre 1945 et 1997 du pilotage des écoles primaires et établissements d'enseignement secondaire implantés en zone d’occupation française, principalement au profit des familles des militaires stationnés au sein des « Forces françaises en Allemagne ». Les collèges et lycées, équipés d'internat, accueillaient aussi, dans la mesure des places disponibles, des élèves sans lien avec le ministère de la Défense, dont les parents — français, allemands ou étrangers — vivent en France, en Allemagne ou à l'étranger, y compris des boursiers étrangers du gouvernement français.
Bien qu'ayant un statut civil et ayant exclusivement des personnels de l'Éducation nationale, la DEFA relevait non pas d'un recteur d'académie mais d'un directeur mis à disposition par le ministère de l'Éducation nationale responsable devant le commandant des Forces françaises en Allemagne. Elle a été dotée d'un statut juridique avec autonomie financière formalisé par le décret no 90-133 du 12 février 1990 relatif à l'organisation administrative et financière des établissements d'enseignement français implantés à la suite des forces françaises stationnées en République fédérale d'Allemagne
Après la diminution des effectifs de l'armée française en Allemagne provoquant une décroissance rapide des besoins, un organisme plus léger, rattaché au ministère de la Défense l'a remplacée de 1997 jusqu'à sa dissolution de facto en 2014 (hors trois écoles primaires), le Service de l'enseignement des forces françaises et de l'élément civil stationnés en Allemagne (SEFFECSA), qui concernait notamment la Brigade franco-allemande. Outre ses fonctions de gestion des écoles, ce dernier était chargé de la mise en place de projets pédagogiques communs aux établissements (olympiades sportives, activités culturelles, rencontres franco-allemandes...).

## Les directeurs
- Édouard Sans (1934-2017)[8], agrégé d'allemand, inspecteur d'académie (1974-1980)
- Bernard Thomas (d) (1945- )[9], agrégé ès-lettres, inspecteur d'académie ultérieurement Inspecteur général de l'Éducation nationale (? - 1994)
- Frédéric Bénard (d), inspecteur d'académie[10] (1994-1997)
- Jean-Jacques Glé (1951- ), chef d'établissement, également principal du Collège Robert-Schuman[11], dernier chef du service détaché du MENESR (1999-2014)
- Liliane Loeffler (1955- ), pour le ministère de la Défense, assure le suivi de l'enseignement auprès des FFECSA depuis 2014[12] (écoles primaires de Breisach, Müllheim et Fassberg[6])

## Les établissements
La carte des établissements a évolué au cours des années :
Lycées-collèges
- le lycée Charles-de-Gaulle de Baden-Baden[13],
- le collège Voltaire de Berlin-Ouest (le « collège français de Berlin » fondé par les huguenots en 1689, soutenu par le gouvernement militaire français de Berlin à partir de 1946, aujourd'hui rattaché à l'Agence pour l'enseignement français à l'étranger),
- le collège Marceau de Coblence, fut installé de pair avec l'école française de Vallendar, Sued-Allée Nr 35. En avril 1953, la livraison du nouveau collège au 2 Sued-allée (angles Rizzastrasse et Friedrich-Albert Ring) permit à l'équipe éducative sous la direction du principal Paul Coussot d'installer les quelque 300 élèves dans d'excellentes conditions d'études et de confort ; un internat accueillait les élèves distants (tel que celles et ceux de la Zone anglaise). Furent également accueillis quelques élèves de familles allemandes sous dérogation. L'équipe des débuts constituée autour de M. Coussot principal, de MM. Laurens, surveillant général, Chausse, économe et Jalladeau professeur. Lors de la cessation du stationnement des troupes, le collège Marceau fut restitué au Land et en ces lieux s'installa le lycée Max-von-Laue (de).
- le collège Pierre-Brossolette Constance
- le collège Robert-Schuman de Donaueschingen, dernier fermé, en 2014[14],[15],
- le lycée Turenne (de) de Fribourg-en-Brisgau[16],[17],
- le collège Jean-Monnet à Friedrichshafen,
- le lycée Hoche à Landau,
- le lycée Paul-Tirard de Mayence[18], installé dans la citadelle de Mayence,
- le collège Marcel-Pagnol d'Offenbourg,
- le lycée Ausone de Trèves[19],
- le collège Daniel-Decourdemanche de Tübingen.

Écoles primaires

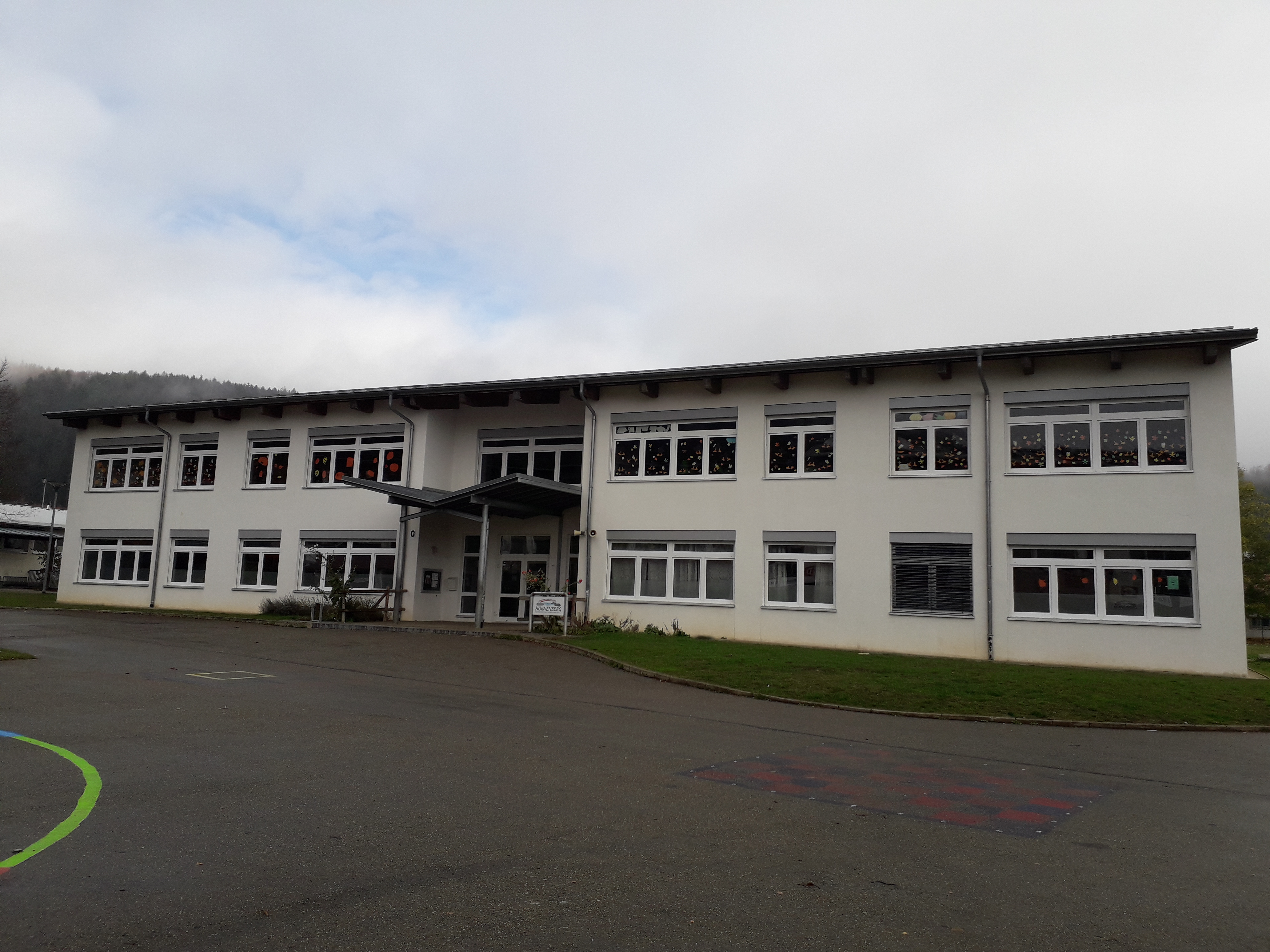
École « Les frères Grimm » à Immendingen.

(liste incomplète : il y avait souvent plusieurs écoles primaires dans une localité)
- Achern (école « Louis-Pergaud »)
- Baden-Baden (écoles « Bretagne », « Normandie », « Paris »)
- Bad Lauterberg (Detastrasse)
- Berlin-Ouest (écoles « Victor-Hugo », « Saint-Exupéry » de la cité Foch, école « Jean-de-La-Fontaine » de Reinickendorf)[21]
- Bühl (École « André-Malraux »)
- Coblence / Vallendar
- Constance (École « Pierre-Brossolette »)
- Donaueschingen (École « Le Danube »)[15]
- Fassberg (École de Müden - CFA Tigre)[15]
- Furth im Wald
- Immendingen (École « Les frères Grimm »)[15]
- Kaiserslautern (École « Archimbaud » et École « Charles-Perrault »)
- Kehl (École « Maurice-Ravel »)
- Landau (École « Jean-de-La-Fontaine »)
- Langenargen
- Müllheim (École primaire franco-allemande)[15]
- Neustadt
- Oberkirch (école « Heinrich-Heine »)
- Offenbourg
- Rastatt (École « Jules-Verne »)
- Reutlingen
- Saarburg (École « Léonard-de-Vinci ») [15]
- Saint-Wendel  (École « Jean-Giraudoux )
- Spire (École « Gutenberg »)
- Stetten am kalten Markt (école « Bertrand-Du-Guesclin »)
- Trèves (écoles « Louis-Pasteur » [Belvédère], « Lamartine » [Feyen], « Albert-Schweitzer » [Nord])[19],[15]
- Tübingen
- Vieux-Brisach (École « Marie-Curie »)[15]
- Villingen (École « Romäus »)[15]
- Wittlich (École « Denis-Diderot »)